# Nahverkehr in Soest
Der öffentliche Nahverkehr in Soest umfasst ein Nahverkehrsnetz aus Regionalzügen, Regionbussen und Stadtbussen.
Soest liegt im Verbundgebiet des Westfalentarifes (ehemalige Verkehrsgemeinschaft Ruhr-Lippe VRL).

## Schienengebundener Nahverkehr
Soest wird durch eine Regionalexpresslinie und zwei Regionalbahnlinien mit der Metropolregion Ruhr, dem Münsterland und Ostwestfalen verbunden.
RE11 (Rhein-Hellweg-Express): Düsseldorf – Dortmund – Hamm – Soest – Paderborn – Kassel-Wilhelmshöhe
RB59 (Hellweg-Bahn): Dortmund – Unna – Werl – Soest (hier Anschluss zur RB89 Richtung Paderborn)
RB89 (Ems-Börde-Bahn): Münster – Hamm – Soest – Paderborn (– Warburg)
Während die Regionalbahnlinien werktags alle 30 Minuten und am Wochenende alle 30 Minuten (RB89) bzw. 60 Minuten (RB59) verkehren, fährt der Regionalexpress RE11 unregelmäßig (Stundentakt bis vier-stündlich).
Die Regionalbahn RB89 fährt alle 30 Minuten zwischen Münster und Paderborn und etwa alle 120 Minuten ab Paderborn weiter nach Warburg. Einzelne Fahrten werden zur Hauptverkehrszeit nach Kassel-Wilhelmshöhe verlängert.

## Busverkehr
Die Stadt Soest wird durch acht Stadtbuslinien und sechs Regiobuslinien im Taktverkehr sowie durch weitere Bus- und Taxibuslinien erschlossen.

### Stadtbus Soest
In der Stadt Soest verkehren acht untereinander verknüpfte Stadtbus-Linien im 30- bis 60-Minuten-Takt. Ausgangspunkt aller Stadtbusse ist der zentral der Innenstadt liegende Bustreff Hansaplatz.
Die Abfahrtszeiten der Linien sind stets die Rendezvous-Zeiten xx:15 und xx:45 Uhr – ein Übergang zwischen den jeweiligen Linien ist am Bustreff Hansaplatz möglich.
Die Linien werden durch den kommunalen Verkehrsbetrieb Regionalverkehr Ruhr-Lippe (RLG) betrieben, wobei einige Fahrten auch von Subunternehmen ausgeführt werden.
| Linie | Linienverlauf                                                                                                   | Takt Montag–Freitag und Samstagvormittag           | Takt Samstagnachmittag und Sonntag                  |
| ----- | --- | -------------------------------------------------- | --------------------------------------------------- |
| C1    | Soest, Bustreff Hansaplatz – Südostsiedlung                                                                     | 30 min                                             | 60 min (Ringlinie kombiniert mit C2)                |
| C2    | Soest, Bustreff Hansaplatz – Fachhochschule – Gotlandweg                                                        | 30 min                                             | kein Verkehr – Strecke wird von Linie C1 bedient    |
| C3    | Soest, Bustreff Hansaplatz – Deiringser Weg                                                                     | 60 min                                             | kein Verkehr                                        |
| C4    | Soest, Bustreff Hansaplatz – KlinikumStadtSoest – Deiringsen – Günne (Samstagnachmittag und Sonntag bis Neheim) | 60 min (30-min-Takt bis KlinikumStadtSoest mit C5) | 120 min (60-min-Takt bis KlinikumStadtSoest mit C5) |
| C5    | Soest, Bustreff Hansaplatz – KlinikumStadtSoest – Ampen – Ostönnen                                              | 60 min (30-min-Takt bis KlinikumStadtSoest mit C4) | 120 min (60-min-Takt bis KlinikumStadtSoest mit C4) |
| C6    | Soest, Bustreff Hansaplatz – Bahnhof – Hermannstraße                                                            | 60 min                                             | kein Verkehr                                        |
| C7    | Soest, Bustreff Hansaplatz – Bahnhof – Dortmundweg                                                              | 60 min                                             | kein Verkehr                                        |
| C8    | Soest, Bustreff Hansaplatz – Bahnhof – Endloser Weg                                                             | 60 min                                             | kein Verkehr                                        |

### Regiobusse
| Linie | Linienverlauf                                     | Bemerkung                                                                             | Takt Montag–Freitag + Samstag-Vormittag | Samstag-Nachmittag + Sonntag |
| ----- | ------------------------------------------------- | ------------------------------------------------------------------------------------- | --------------------------------------- | ---------------------------- |
| R36   | Soest – Hovestadt – Herzfeld                      |                                                                                       | 60 min                                  | 60–120 min (Saisonabhängig)  |
| R47   | Werl – Westönnen – Ostönnen                       | weiter als C5 Soest                                                                   | 60 min                                  | 120 min                      |
| R49   | Bad Sassendorf – Soest – Körbecke – Delecke       | Strecke zw. Soest–Bad Sassend. wird durch Linie R81 verdichtet                        | 30–60 min                               | unregelmäßig                 |
| R51   | Soest – Echtrop (– Körbecke) – Belecke – Warstein | Bedienung von Körbeck werktags nur letzte Fahrt, Samstag ab 14 Uhr, Sonntag ganztägig | 60 min                                  | 120 min                      |
| R54   | Neheim – Niederense – Ostönnen                    | Anschluss zu den Linien R47 Werl (–Hamm) und C5 Soest                                 | 60 min                                  | 120 min                      |
| R81   | Bad Sassendorf – Soest                            | Angebot wird durch Linie R49 verdichtet.                                              | 60 min (30 min mit R49)                 | 30–120 min (mit R49)         |